# Less Talk, More Rock
Less Talk, More Rock è il secondo album di studio del gruppo skate punk canadese Propagandhi, pubblicato nel 1996 dalla Fat Wreck Chords.
Come il precedente How to Clean Everything, l'album si caratterizza per sonorità molto veloci ma, dal punto di vista dei testi, affronta temi maggiormente impegnati, concentrandosi sull'omofobia, il razzismo ed i diritti degli animali, argomenti che si ripresenteranno spesso nelle produzioni della formazione di Winnipeg. Questo è l'ultimo album con il bassista John K. Samson. La copertina raffigura il poster promozionale del Calgary Stampede del 1984.

## Tracce
1. Apparently, I'm a P.C. Fascist (Because I Care About Both Human and Non-Human Animals) - 1:47
2. Nailing Descartes to the Wall/(Liquid) Meat Is Still Murder - 1:04
3. Less Talk, More Rock - 1:37
4. Anchorless - 1:39
5. Rio De San Atlanta, Manitoba - 0:39
6. A Public Dis-Service Announcement from Shell - 1:25
7. ...And We Thought Nation States Were a Bad Idea - 2:24
8. I Was a Pre-Teen McCarthyist - 2:32
9. Resisting Tyrannical Government - 2:15
10. Gifts - 2:03
11. The Only Good Fascist Is a Very Dead Fascist - 1:10
12. A People's History of the World - 2:21
13. The State-Lottery - 2:13
14. Refusing to Be a Man - 2:40

## Formazione
- Chris Hannah - voce, chitarra
- Jord Samolesky - batteria
- John K. Samson - basso

### Crediti[3]
- Ryan Greene - produttore
- Jon Schledewitz - fotografia
- John Yates - copertina